# Одна за всех
«Одна́ за всех» — российское скетч-шоу с Анной Ардовой в главной роли, выходившее на российском телевидении с 2 ноября 2009 года по 4 января 2017 года. Не является адаптацией (по словам Ардовой, шоу придумали продюсеры Вячеслав Муругов, Наталья Билан и режиссёр Ольга Ланд), однако формат и некоторые персонажи имеют значительное сходство с британским «Шоу Кэтрин Тейт».
Премьерные показы 1—3 и 5—7 сезонов транслировались на телеканале «Домашний» с 2 ноября 2009 года по 29 ноября 2012 года. Премьерный показ 4 сезона прошёл весной 2011 года на телеканале «СТС», но впоследствии был заново показан также на «Домашнем». 3 и 4 января 2017 года на «Первом канале» выходили 1—4 серии 8 сезона.

## Сюжет
Сборник небольших скетч-историй, юмористических зарисовок, главные героини которых — женщины.

## Производство
Шоу состоит из восьми сезонов. В каждом сезоне появляется от двух до пяти новых главных персонажей. Каждый сезон состоит из 20 серий (за исключением третьего сезона — 21 серия, седьмого сезона — 32 серии, восьмого сезона — 6 серий). Последняя серия 6 сезона (121 серия) была показана 3 апреля 2012 года. Показ 7 сезона начался 10 сентября 2012 года, а 29 ноября 2012 года была показана заключительная серия 7 сезона. После нескольких лет перерыва с телеканала «Домашний» шоу «переехало» на «Первый канал», где выходило 3 и 4 января 2017 года.

### Закрытие
В эфир «Первого канала» вышло четыре серии 8 сезона из шести, после чего 5 января 2017 года из-за низких рейтингов две последние серии были удалены из сетки вещания телеканала. В тот же день 158 и 159 серии были выложены в открытом доступе в YouTube, но вскоре они были удалены из-за отсутствия их показа на телевидении. Тем самым последний выпуск вышел 4 января 2017 года.

## Персонажи

### Главные героини
Все главные роли исполняет Анна Ардова.
- Рублёвская блондинка Энджи (Анджела Ивановна)
- Продавщица хот-догов Галина Борисовна (Гала) Курбак
- Ночная охранница
- Беременная женщина Оля Стручкова (в девичестве Королёва)
- Кавказская женщина Карина Магомедова
- Вредная старушка Серафима Аркадьевна Яблонжевская
- Одинокая библиотекарша Людмила Одинцова
- Медсестра Надя Дятлова
- Вечно худеющая Ирина
- Президент Екатерина Петровна Иванова
- Боксёрша Наталья Молотова
- Еврейская мама Роза Моисеевна Фильштейн
- Офисная модница Надюша
- Женщина из глубинки Людмила Ивановна (Люся) Горохова
- Суеверная невеста Вера Куликова
- Секретарша Оксана
- Телеведущая Алла Вершинина
- Скандальная певица Василиса Васильевна Стар
- Копуша Аня
- Официантка Люба Лаптева
- Тревожная мама Ольга Ивановна
- Женщина-шопоголик
- Наталья — дама, живущая с манекеном
- Залима — стюардесса узбекских авиалиний. Сюжеты с участием данного персонажа вызвали негативную реакцию со стороны официальных кругов Узбекистана; так, в 2014 году посольство Республики Узбекистан в Москве направило ноту в МИД РФ с требованием прекращения трансляции этих сюжетов как содержащих «недопустимые и оскорбительные выпады как в адрес узбекской национальности, так и в отношении авиакомпании „O’zbekiston xavo yullari“»[7].
- Ревнивая жена Тетерина Людмила Сергеевна
- Ученица автошколы Вера Некрасова
- Фитнес-леди Екатерина Антонова
- Бизнесвумен Тамара Павловна Сомова
- Призрак тёщи Варвары Андреевны Котовой
- Проводница Аня
- Ведущая новостей Екатерина Грибова
- Продавщица одежды и аксессуаров Люба
- Робот «Идеальная жена 2020»

#### Появление персонажей
| Персонаж                           | Список сезонов | Список сезонов | Список сезонов | Список сезонов | Список сезонов | Список сезонов | Список сезонов | Список сезонов |
| Персонаж                           | 1 сезон        | 2 сезон        | 3 сезон        | 4 сезон        | 5 сезон        | 6 сезон        | 7 сезон        | 8 сезон        |
| ---------------------------------- | -------------- | -------------- | -------------- | -------------- | -------------- | -------------- | -------------- | -------------- |
| Энджи                              |                |                |                |                |                |                |                |                |
| Серафима Аркадьевна                |                |                |                |                |                |                |                |                |
| Карина Магомедова                  |                |                |                |                |                |                |                |                |
| Гала                               |                |                |                |                |                |                |                |                |
| Екатерина Петровна                 |                |                |                |                |                |                |                |                |
| Роза Моисеевна                     |                |                |                |                |                |                |                |                |
| Спящая охранница                   |                |                |                |                |                |                |                |                |
| Вечно худеющая                     |                |                |                |                |                |                |                |                |
| Люся Горохова                      |                |                |                |                |                |                |                |                |
| Оксана                             |                |                |                |                |                |                |                |                |
| Надя Дятлова                       |                |                |                |                |                |                |                |                |
| Людмила Одинцова                   |                |                |                |                |                |                |                |                |
| Оля Стручкова (Беременная)         |                |                |                |                |                |                |                |                |
| Наташа Молотова                    |                |                |                |                |                |                |                |                |
| Надюша (офисная модница)           |                |                |                |                |                |                |                |                |
| Вера Куликова                      |                |                |                |                |                |                |                |                |
| Василиса Стар                      |                |                |                |                |                |                |                |                |
| Алла Вершинина                     |                |                |                |                |                |                |                |                |
| Копуша Аня                         |                |                |                |                |                |                |                |                |
| Люба (официантка)                  |                |                |                |                |                |                |                |                |
| Ольга Ивановна                     |                |                |                |                |                |                |                |                |
| Женщина шопоголик                  |                |                |                |                |                |                |                |                |
| Наталья дама с манекеном           |                |                |                |                |                |                |                |                |
| Стюардесса Залима                  |                |                |                |                |                |                |                |                |
| Вера Некрасова в автошколе         |                |                |                |                |                |                |                |                |
| Екатерина в фитнес-центре          |                |                |                |                |                |                |                |                |
| Врачи Людмила и Геннадий           |                |                |                |                |                |                |                |                |
| Призрак тёщи Варвары Андреевны     |                |                |                |                |                |                |                |                |
| Проводница Аня                     |                |                |                |                |                |                |                |                |
| Ведущая новостей Екатерина Грибова |                |                |                |                |                |                |                |                |
| Продавщица Люба                    |                |                |                |                |                |                |                |                |
| Идеальная жена-робот 2020          |                |                |                |                |                |                |                |                |

### Второстепенные герои
- Кристина (Крис) (роль исполняет Эвелина Блёданс). 26 лет. Подруга Энджи, мечта которой — найти мужа, как у своей подружки, и жить припеваючи, хотя она не уступает по количеству шубок своей подруге. Она такая же «умная», как и её подруга. В третьем сезоне появляется вместе с Энджи в ресторанах. Появляется в сезонах 1—8.
- Зина (Зинаида Григорьевна) (роль исполняет Татьяна Орлова). Домработница Энджи, которая единственная знает, что надо делать в любой ситуации. В третьем сезоне выясняется, что у неё роман со Степанычем (Вадим Андреев). Появляется в сезонах 1—8.
- Тимур (роль исполняет Ванати Алиев). Муж Карины. Хобби — ходить с друзьями на охоту, рыбалку. Любит коньяк и шашлык. Из-за этого постоянно ругается с женой. С четвёртого сезона Тимур не появляется. Он уехал на заработки в Америку. Появляется в сезонах 1—3.
- Витёк (роль исполняет Владимир Фоков). 55 лет. Отчаянный джентльмен, провинциал, приезжающий в Москву на заработки. Покупает любые хот-доги у Галы, лишь бы поскорее её увидеть, так как она ему нравится. Появляется в сезонах 1—3, 5—7.
- Света (роль исполняет Анна Воронова). Напарница и подруга Галы, почти всё время молчит. Появляется в сезонах 1—3, 5—7.
- Ира (роль исполняет Татьяна Аугшкап). Подруга Людмилы Одинцовой. Часто сопровождает подругу на свиданиях и даёт указания, что надо делать, но чаще с её советами мужчины разбегаются от героини-одиночки. Появляется в сезоне 1.
- Семён (роль исполняет Игорь Письменный). Сын Розы Моисеевны Фильштейн. 37 лет. Заботливый сынок крайне заботливой мамы. Живёт вместе с мамой. Обращается к своей «маман» на «вы». Появляется в сезонах 2—8.
- Эдуард (роль исполняет Сергей Глушко). Соблазнительный фитнес-тренер Катерины. Катерина влюблена по уши в него. Он очень сильный и накачанный мужчина. Появляется в сезоне 7.
- Володя Лаптев (роль исполняет Иван Агапов). Бывший муж официантки Любы. До сих пор её любит, но постоянно приводит в кафе разных женщин, чтобы вызвать у Любы чувство ревности. Появляется в сезонах 4—6.
- Владимир (роль исполняет Владимир Виноградов). Муж копуши Анны. Терпит жену когда она опаздывает, хотя часто высказывается. Появляется в сезонах 4—5.

## Саундтрек
В титрах проекта звучит композиция «Одна за всех» (композитор — Иван Канаев, автор текста — Вадим Бакунев). В восьмом сезоне её исполняет арт-группа «SOPRANO Турецкого».

## Награды
- ТЭФИ 2010 — Анна Ардова стала победительницей в номинации «Исполнительница женской роли в телевизионном фильме/сериале»[9].
- ТЭФИ 2011 — Вячеслав Муругов, Наталья Билан, Эдуард Илоян, Алексей Троцюк, Виталий Шляппо, Сангаджи Тарбаев стали победителями в номинации «Продюсер телевизионной программы»[10]